# التأملات
تُعتبر التأملات (باليونانية القديمة: Τὰ εἰς ἑαυτόν، حرفياً «[ما هو] لنفسه») للإمبراطور الروماني ماركوس أوريليوس آخر الأعمال الهامة المتبقية من المدرسة الفلسفية للرواقية المتأخرة، وتُصنف ضمن الأدب العالمي. فيها، يُقدم الإمبراطور سلسلة من الملاحظات الشخصية والأفكار حول الفلسفة الرواقية بين عامي 161 و 180م.
كان المبدأ التوجيهي الرئيسي لتفكيره وأفعاله هو الانسجام والتوافق مع "الطبيعة الكونية". يُعد توجيه العقل والتركيز على الصالح العام من الثوابت التي تتكرر في العديد من جوانب التأملات، والتي تناول فيها ماركوس أوريليوس أيضًا تأثير منصبه على شخصه، مُحذرًا نفسه قائلًا: "لا تتصرف كإمبراطور!"، أي لا تدع سلطتك تُفسدك.
كتب ماركوس أوريليوس الكتب الإثنا عشر باللغة اليونانية العامية المختلطة ، كمصدر لتوجيه نفسه وتحسين ذاته. ويُحتمل أنه كتب أجزاء كبيرة من العمل في سيرميوم، حيث أمضى الكثير من وقته في التخطيط للحملات العسكرية خلال الأعوام 170 إلى 180م. وكتب بعضاً منها حين كان متمركزاً في أكوينكوم في حملته على بانونيا، لأن المذكرات الداخلية تخبرنا أنه كتبه عندما كان يدير حملة ضد قبيلة على نهر غرانوفا (هرون في العصر الحديث) وكتب الكتاب الثاني في كارنونتوم.
من غير المرجح أن ماركوس أوريليوس أراد أن ينشر العمل ولم يضع له عنوان، وبهذا فإن «التأملات» هو أحد عدة عناوين التي تم تخصيصها للمجموعة. تأخذ هذه الكتابات شكل اقتباسات متفاوتة في الطول من جملة واحدة إلى فقرات طويلة.

## خلفية
يُقال إنّ ميل ماركوس للفلسفة ظهر في وقت مبكر من حياته. ومنذ صغره، عُرِفت عنه خصلة الجدّية. وقد لقّبه الإمبراطور هادريان، الذي كان قريبًا له والذي أشركه لاحقًا في ترتيب خلافته، بـ "فيريسيموس" - أي الأكثر صدقًا. وفي سن الثانية عشرة، واقتداءً بالكلبيّين، فرض على نفسه النوم على الأرض بدلًا من السرير المريح، وارتدى رداءً قصيرًا على طريقة فلاسفتهم. وفي الكتاب الأول من "التأملات"، يثني بشكل خاص على معلميه الذين عرّفوه على الفلسفة وجعلوه يفكر ويتصرف وفقًا للمبادئ الفلسفية. فعلى سبيل المثال، علّمه الرواقي روستيكوس أن يعمل دائمًا على بناء شخصيته وتحسينها، وألّا يضع نظريات فارغة أو يُلقي خطابات من أجل الحصول على التصفيق، وألّا يتظاهر أمام الناس بأنه ناسك أو مُحسن عظيم. ومن أبولونيوس تعلّم التفكير بحرية والاهتداء بالعقل بشكل ثابت؛ وألّا تدع الآلام ولا موت الأقارب يُخلّ بتوازن روحه. ويذكر ماركوس أوريليوس معلمين آخرين كقدوة في التوجّه السياسي وحب العدالة والوفاء بالواجب دون تذمر.
ربما كانت هناك مجموعات من الأقوال المأثورة قبل ماركوس أوريليوس كنوع أدبي مستقل. ومع "كتيب المختصر" (encheiridion) الخاص بالمبادئ التوجيهية لإبيكتيتوس، الذي جمعه تلميذه أريان، كان هناك أيضًا نموذج قريب من طريقة التفكير الفلسفية لماركوس أوريليوس. رأى بيير هادوت أنّ الدافع الأساسي لكتابة "التأملات" هو سعي المؤلّف إلى "أن تكون المبادئ والعقائد وقواعد الحياة والصيغ التي تسمح له بوضع نفسه في الموقف الداخلي الصحيح، والتصرف أخلاقيًا، أو تقبّل مصيره، جاهزة دائمًا، تحت أي ظرف من الظروف".
إنّ المطلب المزدوج الذي وضعه ماركوس أوريليوس لنفسه كإمبراطور وفيلسوف هو الذي يُفسّر اهتمام الأجيال اللاحقة بتأملاته. وقد تناول ماركوس أوريليوس مرارًا وتكرارًا مجال التوتر الذي ينشأ عن هذا المطلب المزدوج والذي كان عليه التعامل معه، كما يتضح في قوله:
يسعى مارسيل فان أكيرين في دراسته المكونة من مجلدين لفلسفة ماركوس أوريليوس إلى تحديد الأهمية العملية للفلسفة بالنسبة للفكر القديم بشكل عام ولماركوس أوريليوس بشكل خاص. فقد فُهِمت الفلسفة منذ بداياتها على غرار الطب كعلاج للروح. بالنسبة لماركوس أوريليوس، تُقدّم الفلسفة نفسها كأداة لبناء الشخصية وتحديد توجّه الحياة. إنّها تُشير في كل وضع من أوضاع الحياة إلى الطريق نحو السلوك الفاضل؛ إنّها تجعل الحياة محتملة - والشخص نفسه مفيدًا للآخرين.
الأسس الرواقية
كانت الرواقية هي المدرسة الفلسفية التي اتبعها ماركوس أوريليوس منذ شبابه. في العصور القديمة، لم يكن معنى أن تكون فيلسوفًا بالضرورة هو تطوير نظريات فلسفية جديدة وتدوينها. بل كان الأساس هو العيش وفقًا لمبادئ فلسفية معينة. انتشرت الرواقية، كما نقلها بانيتيوس وبوسيدونيوس إلى الرومان، في الأوساط الاجتماعية القيادية في العصر الجمهوري. وبحسب يورغ فونلينغ، "لم يعد بالإمكان تصور روما بدونها في الربع الثاني من القرن الثاني" بتأثيرها الموازن والمُبعد عن صخب وضغوط الحياة في العاصمة الرومانية.
كرست الرواقية الحديثة، التي يمثلها سينيكا وموسونيوس وإبيكتيتوس وماركوس أوريليوس، نفسها بشكل أساسي للقضايا الأخلاقية وجوانب المسؤولية الاجتماعية. في حين لم يتم إهمال الفيزياء والمنطق باعتبارهما من الركائز الأساسية للمذهب الرواقي الأصلي، إلا أن التركيز الرئيسي كان على الأخلاق القائمة على الفعل. كان الهدف هو التوفيق بين المبادئ الفلسفية من جهة، وظروف الحياة اليومية وتحدياتها من جهة أخرى - وهو ما يمثل بالنسبة للرواقي حالة توازن دائمة طوال حياته.

#### الكتابة لنفسه
لم يذكر ماركوس أوريليوس أسبابًا صريحة لكتاباته. من الواضح أنه كان يخاطب نفسه بها؛ ولا يمكن استنتاج دوافع الكتابة إلا بشكل غير مباشر. لا يمكن استبعاد نية النشر تمامًا، لكنها بالكاد تُعتبر دافعًا رئيسيًا. بدلًا من ذلك، ينصب اهتمام فان أكيرين على سؤال "ما هي مكانة الكتابة أو الصياغة كعنصر في نموذج فن العيش الفلسفي؟". يرى فيها شكلًا خاصًا من التعامل العلاجي مع الكلمات. توجد المناهج القديمة ذات الصلة في مجموعة أبقراط، التي من المحتمل أن ماركوس أوريليوس كان يعرف محتوياتها، ربما عن طريق طبيبه الخاص جالينوس. وفقًا لفان أكيرين، هناك العديد من أوجه التشابه بين "التأملات" وكتابات الأطباء القدماء المُتدربين على أمثال هيراقليطس.
ربما لم يكتب الفيلسوف والإمبراطور ماركوس أوريليوس ملاحظاته كقراءة للآخرين، ولا حتى كقراءة لنفسه في المقام الأول. فهي تحتوي على العديد من التكرارات في المحتوى مع اختلافات لغوية طفيفة فقط. ومع ذلك، غالبًا ما تكون نقطة الانطلاق هي اعتبارات المشاكل الحالية، وهو ما يستنتج منه فان أكيرين أن الصياغة كانت أكثر أهمية لماركوس أوريليوس من القراءة المتكررة، لأنها تتطلب مزيدًا من التركيز وتُحدث تأثيرًا نفسيًا أكبر. كان الانسحاب إلى وضع كتابة يشجع على التركيز، وبالتالي، فعلًا من أفعال المساعدة الذاتية:
وفقًا لذلك، سعى ماركوس أوريليوس إلى رؤية واقعية للإمكانيات والقيود المتأصلة في الطبيعة البشرية. كان يرى أن مهمته من ناحية هي الإقناع وتطبيق ما هو عقلاني وعادل حتى في مواجهة المقاومة؛ ولكن عندما منعته مقاومة عنيفة من التنفيذ، كان عليه أن يستغل الفرصة لممارسة فضيلة أخرى: وهي الصفاء غير المبالي. لأنه بدونها، بدون الانسجام مع مصير المرء، لا يستطيع الرواقي تحقيق هدفه الأسمى، وهو سعادة راحة البال. في تفسير بيير هادوت: "كانت نيتي فعل الخير، وهذا هو الشيء الرئيسي. أراد القدر شيئًا آخر. يجب أن أتقبل إرادته، وأن أتكيف معها، وألا أمارس فضيلة العدالة بعد الآن، بل فضيلة الموافقة."

## الأفكار الرئيسة
يتألف التأملات من إثنا عشر جزءاً تُسجل أحداثاً مختلفة من حياة ماركوس، كل الكتب غير مُرتبة تسلسلياً، حيث أنها كتابات شخصية لماركوس. يتخلل النص نمط كتابة بسيط ويسير الفهم، وربما يعكس فلسفة ماركوس الرواقية على النص. كتب ماركوس كتاب التأملات في سيرميوم، التي تقع الآن في صربيا، وكتبها بينما كان متمركزاً حول مدينة أكوينكوم عندما كان يشن حملته على بانونيا.
تحوم الأفكار الرئيسة حول التأملات على أهمية تحليل المرء لأحكامهِ على نفسه والآخرين، وتطوير منظور كوني. كما يقول: «لديك القدرة على محو العديد من الاضطرابات الزائدة الواقعة كلياً في حُكمك، على تَملك مساحة كبيرة لنفسك تحوي فيها فكرة الكون كله، على التأمل في الوقت الأبدي، على التفكر في التغيرات السريعة في أجزاء كل شيء، على التفكر في المدة القصيرة بين الحياة والفناء، وكيف للعدم أن يكون متساوياً في الانهاية قبل الحياة وبعد الفناء». ويدعو أن على المؤء أن يجد مكانه في الكون، ويرى بأن كل شيء أتى من الطبيعة، وهكذا فإن كل شيء يجب أن يعود للطبيعة في حين آجله. تعتلي الكتاب فكرة آخرى حول الحفاظ على التركيز، وإقصاء الملهيات، مع الحفاظ على مبادئ أخلاق قوية ككون المرء شخص صالح.
تتضمن أفكاره الرواقية تجنب الانغماس في المشاعر العاطفية، وهي مهارة تحرر المرء من آلام وملذات العالم المادي. ويعتقد ماركوس أنه من غير الممكن للمرء أن يتأذى من قبل الآخرين إلا إذا سمح بردة فعله بالسيطرة عليه. ويعتقد أيضاً بأن الوجود يتخلله نظام أو لوغوس، وأن العقلانية والحضور الذهني يسمح للمرء بالعيش بانسجام مع اللوغوس، وأن يترفع عن التصورات المعتلة عن الأمور الخارجة عن إرادته سواء أكانت «جيدةً» أم «سيئة» كالسُمعة والصحة لا علاقة لها بالمرء فهي ليست جيدة أو سيئة (بخلاف الأمور التي في إرادته).

## التاريخ
تشير الدلائل الموجودة في "تأملات" ماركوس أوريليوس إلى أنّها كُتِبت في العقد الأخير من حياته، الذي قضى معظمه في معسكرات الجيش على الحدود الشمالية للإمبراطورية الرومانية. لم يُصرّح الإمبراطور بالغرض من تدويناته بشكل صريح، لكنّ طبيعة ومحتوى الملاحظات يُظهران أنّها كانت في الأساس مبادئ موجزة لتوجيهه الذاتي وتأكيد الذات وممارسة الحياة. وقد كُتِبت باللغة اليونانية العامية، وهي اللغة الأصلية للفلسفة التي كان الرومان المثقفون يُتقنونها تمامًا. من غير المؤكد ما إذا كانت هذه التأملات مُعدّة للنشر لاحقًا. وقد عُثِر على أولى الشهادات المكتوبة في القرن العاشر في بيزنطة؛ ومن المحتمل ألّا يكون عنوان الكتاب من وضع ماركوس أوريليوس.
تاريخ كتاب "التأملات" في مراحله الأولى غير معروف، وأول ذكر واضح له من كاتب آخر يعود إلى أوائل القرن العاشر الميلادي. يذكر المؤرخ هيروديان، الذي كتب في منتصف القرن الثالث، إرث ماركوس الأدبي، قائلاً: "كان مهتمًا بجميع جوانب التميز، وفي حبه للأدب القديم لم يكن أقل من أي رجل، رومانيًا أو يونانيًا؛ يتضح هذا من جميع أقواله وكتاباته التي وصلت إلينا"، وهي فقرة قد تشير إلى "التأملات". تسجل سيرة "هيستوريا أوغوستا" لأفيدوس كاسيوس، التي يُعتقد أنها كُتبت في القرن الرابع، أنه قبل أن ينطلق ماركوس في الحروب الماركومانية، طُلب منه نشر "مبادئ الفلسفة" الخاصة به في حالة حدوث مكروه له، لكنه بدلاً من ذلك "ناقش لمدة ثلاثة أيام كتب "مواعظه" واحدًا تلو الآخر". ذُكرت حادثة مشكوكة فيها من قبل الخطيب ثيميستوس حوالي عام 364م. في خطاب ألقاه أمام الإمبراطور فالنس، بعنوان "في الحب الأخوي"، يقول: "لست بحاجة إلى مواعظ (باليونانية: παραγγέλματα) ماركوس". إشارة أخرى محتملة موجودة في مجموعة القصائد اليونانية المعروفة باسم "مختارات بالاتين"، وهو عمل يعود تاريخه إلى القرن العاشر ولكنه يحتوي على مواد أقدم بكثير. تحتوي المختارات على نقش مخصص "لكتاب ماركوس". يُقترح أن هذا النقش كتبه الباحث البيزنطي ثيوفيلاكت سيموكاتا في القرن السابع.
يأتي أول ذكر مباشر للعمل من أريثاس القيصري (حوالي 860-935)، وهو أسقف كان وجامع كبير للمخطوطات. في تاريخ ما قبل 907 أرسل مجلدًا من "التأملات" إلى ديمتريوس، رئيس أساقفة هيراكليا، مع رسالة تقول: "لدي منذ بعض الوقت نسخة قديمة من كتاب الإمبراطور ماركوس الأكثر فائدة، قديمة جدًا لدرجة أنها تتداعى تمامًا.… لقد نسختها وأنا قادر على نقلها إلى الأجيال القادمة في حلتها الجديدة". يذكر أريثاس أيضًا العمل في ملاحظات هامشية (شروح) لكتب لوسيان وديو كريسوستوم حيث يشير إلى مقاطع في "رسالة إلى نفسه" (باليونانية: τὰ εἰς ἑαυτὸν ἠθικά)، وكان هذا هو العنوان الذي حمله الكتاب في المخطوطة التي صُنعت منها الطبعة المطبوعة الأولى في القرن السادس عشر. اختفت نسخة أريثاس الخاصة الآن، ولكن يُعتقد أنها السلف المحتمل للمخطوطات الباقية.
الذكر التالي لكتاب "التأملات" موجود في موسوعة سودا الذي نُشر في أواخر القرن العاشر. يُطلق سودا على العمل "توجيه (باليونانية: ἀγωγή) لحياته الخاصة من قبل الإمبراطور ماركوس في اثني عشر كتابًا"، وهو أول ذكر لتقسيم العمل إلى اثني عشر كتابًا. يستخدم سودا حوالي ثلاثين اقتباسًا مأخوذة من الكتب الأول والثالث والرابع والخامس والتاسع والحادي عشر.
حوالي عام 1150، اقتبس جون تزيتزس، وهو نحوي من القسطنطينية، مقاطع من الكتابين الرابع والخامس ونسبها إلى ماركوس. بعد حوالي 200 عام كتب نيسيفوروس كاليستوس (حوالي 1295-1360) في كتابه "التاريخ الكنسي" أن "ماركوس أنطونينوس ألّف كتابًا لتعليم ابنه ماركوس [أي كومودوس]، مليئًا بكل الخبرة والتعليم الدنيوي (باليونانية: κοσμικῆς)". اقتُبس كتاب "التأملات" بعد ذلك في العديد من التجميعات اليونانية من القرنين الرابع عشر إلى السادس عشر. هذا، تحديدًا بعد سقوط القسطنطينية عام 1453، حيث كان من بين النصوص اليونانية التي أعادها العلماء الفارون إلى الأوساط الفكرية الأوروبية.
ترجم فيلهلم هولزمان (زيلاندر) كتاب "التأملات" لأول مرة إلى اللاتينية عام 1558.

## وصلات خارجية
- التأملات على موقع الموسوعة البريطانية (الإنجليزية)

- نسخة مترجمة للكتاب من قبل مؤسسة هنداوي للتعليم والثقافة